# East Bengal Club
L'East Bengal Club (ইস্ট বেঙ্গল ফুটবল ক্লাব) és un club esportiu indi amb seu a Kolkata, Bengala Occidental.
Va ser fundat el 28 de juliol de 1920 i s'afilià a la Indian Football Association el 1922. Guanyà la seva primera lliga de Calcuta l'any 1942.

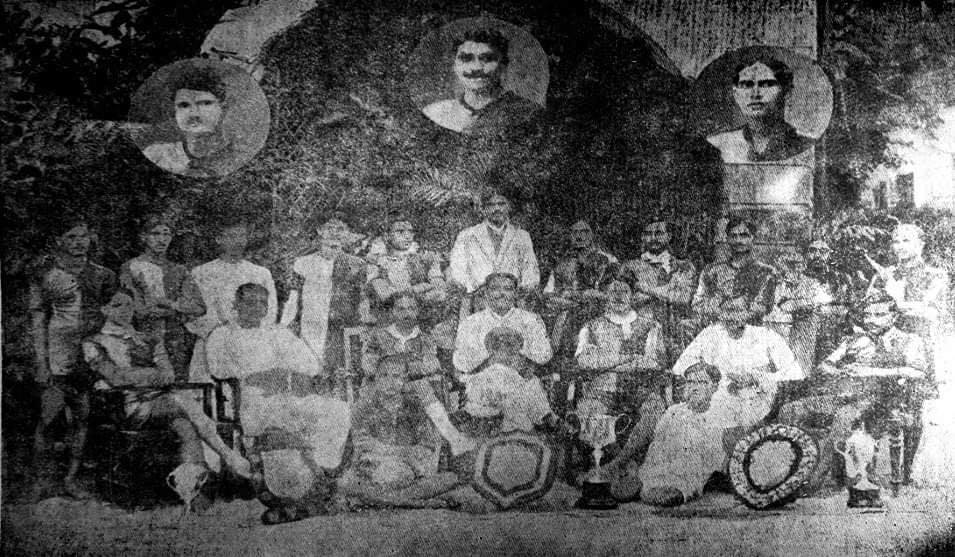
Jugadors d'East Bengal l'any 1921.

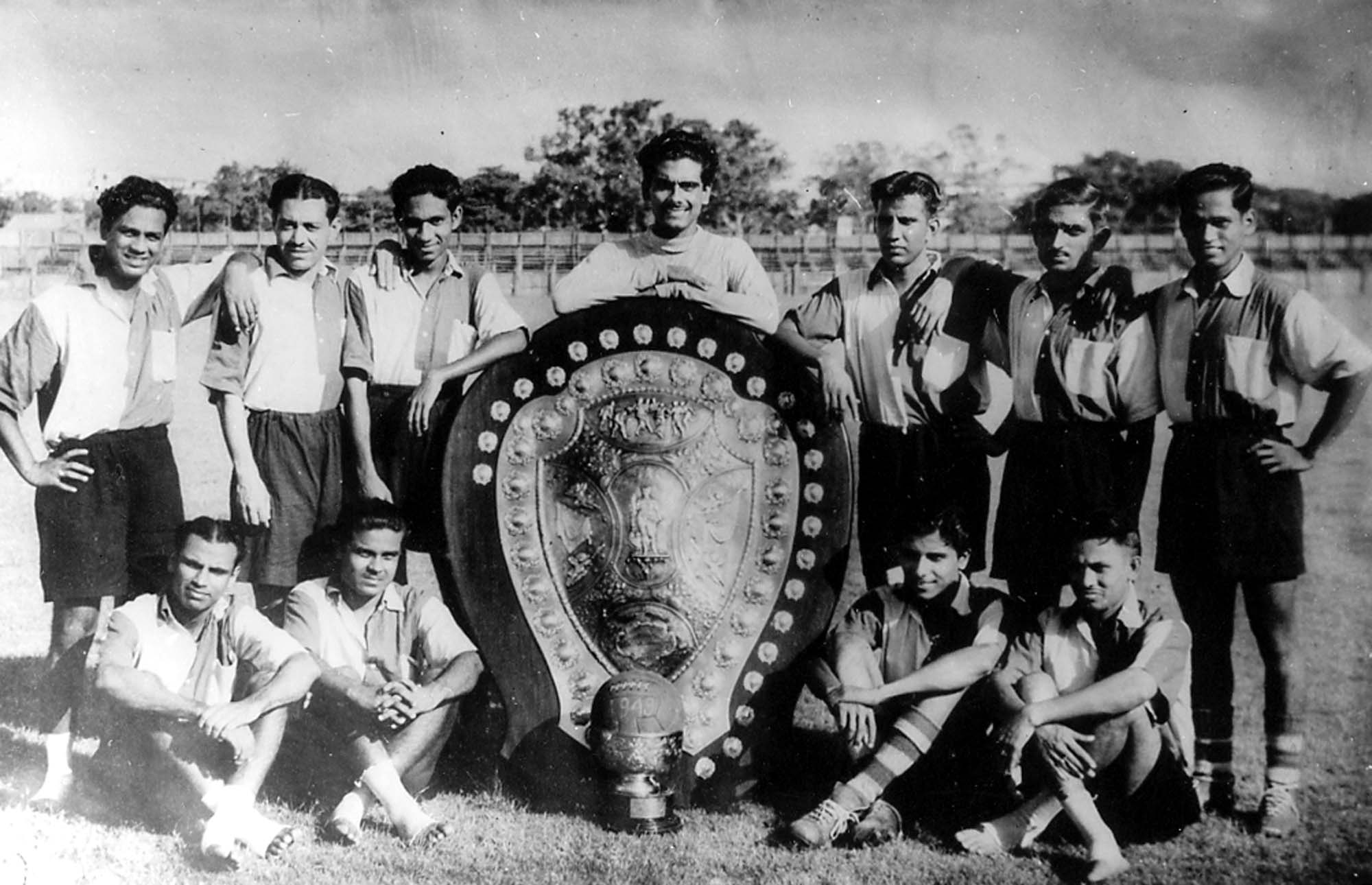
East Bengal vencedor de la IFA Shield el 1949.

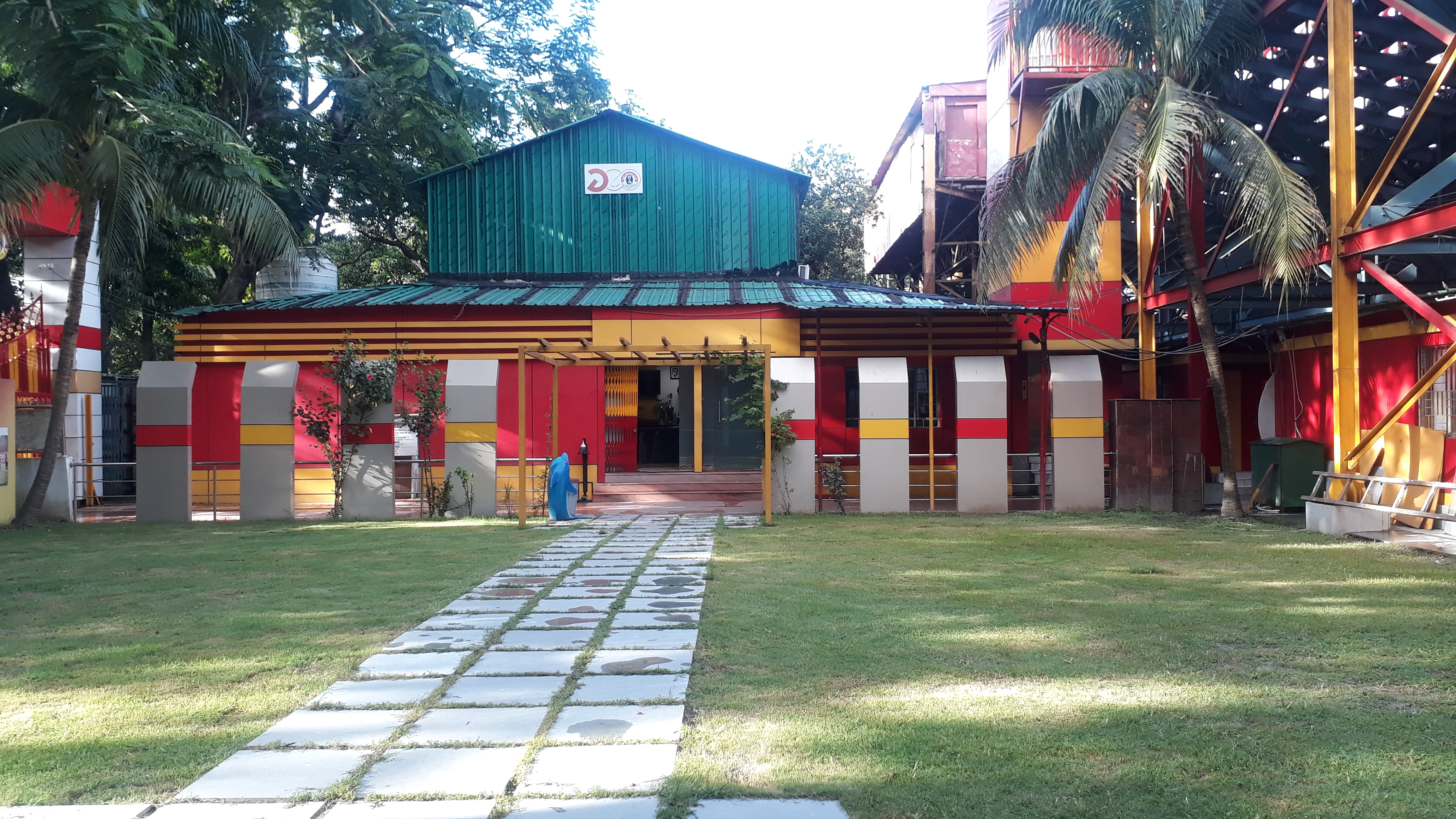
Carpa del club East Bengal.

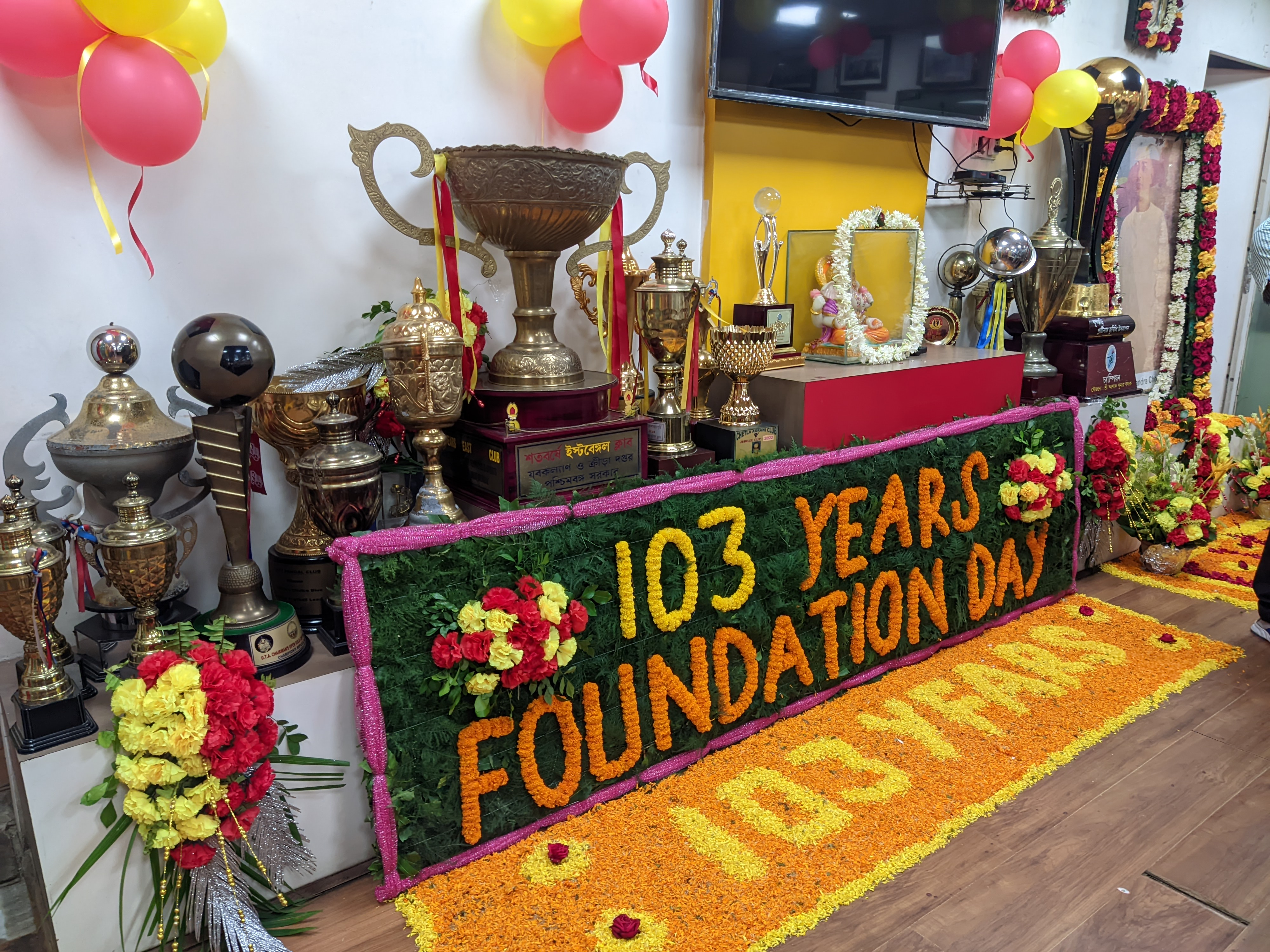
Trofeus del club.

| Tradicional |  | Centenari |

## Palmarès
- Campionat de Clubs de l'ASEAN:
  - 2003
- Lliga índia de futbol:[3]
  - 2000–01, 2002–03, 2003–04
- Copa Federació índia de futbol:[4]
  - 1978, 1980, 1985, 1996, 2007, 2009-10, 2010, 2012
- Super Copa índia de futbol:
  - 1997, 2006, 2011
- Copa Durand:
  - 1951, 1952, 1956, 1960, 1967, 1970, 1972, 1978, 1982, 1989, 1990, 1991, 1993, 1995, 2002, 2004
- IFA Shield:
  - 1943, 1945, 1949, 1950, 1951, 1958, 1961, 1965, 1966, 1970, 1972, 1973, 1974, 1975, 1976, 1981, 1983, 1984, 1986, 1990, 1991, 1994, 1995, 1997, 2000, 2001, 2002, 2012, 2018
- Copa Rovers:
  - 1949, 1962, 1967, 1969, 1972, 1973, 1975, 1980, 1990, 1994
- Lliga de Calcuta de futbol:[5]
  - 1942, 1945, 1946, 1949, 1950, 1952, 1961, 1966, 1970, 1971, 1972, 1973, 1974, 1975, 1977, 1982, 1985, 1987, 1988, 1989, 1991, 1993, 1995, 1996, 1998, 1999, 2000, 2002, 2003, 2004, 2006, 2010, 2011, 2012–13, 2013–14, 2014–15, 2015–16, 2016–17, 2017–18